# Susumu
 Susumu (すすむ) est un prénom japonais masculin très fréquent dans la première moitié du XXe siècle. L'écriture la plus courante est 進 (progresser/aller en avant), suivie de 晋 (avancer/continuer).

## En kanji
Ce prénom peut aussi s'écrire :
- 享 : avoir
- 乾 : sec
- 益: bénéfice
- 奬 : louer/encourager
- 歩 : promenade/pas
- 摯 : prendre
- 攻 : assaut
- 烝 : ?
- 軍 : armée
- 薦 : recommander
- 暲[2] : ?
- 進武 : progresser/aller en avant et puissant/martial
- 進歩 : progresser/aller en avant et promenade/pas

## Personnes célèbres
- Susumu Fukui (福井進, 1947-) est un joueur de go japonais.
- Susumu Hani (羽仁 進, 1928-) est un réalisateur japonais.
- Susumu Kimura (木村 進, 1891-1980) est un amiral de la marine japonaise.
- Susumu Matsushima (1913-2009) est un photographe japonais.
- Susumu Ojima (小嶋 進, 1953-) est un entrepreneur japonais.
- Susumu Yamazaki (vers 1833-1868) est un espion japonais.

### Acteurs
- Susumu Chiba (千葉 進歩, 1970-).
- Susumu Fujita (藤田 進, (1912-1990).
- Susumu Ishikawa (石川 進, 1933-) est un seiyū (doubleur) japonais.
- Susumu Kotaki (小滝 進).
- Susumu Kurobe (黒部 進, (1939-).
- Susumu Terajima (1963-).

### Auteurs
- Susumu Katsumata (勝又 進, 1943-2007) est un mangaka japonais.
- Susumu Kuno (久野 暲, 1933-) est un linguiste et auteur japonais.
- Susumu Matsushita (1950-) est un mangaka japonais.
- Susumu Sakuma est auteur et propriétaire de restaurants japonais.

### Criminels
- Susumu Ishii (石井 進, 1924-1991) japonais.
- Susumu Kajiyama (梶山 進, 1950-) japonais.

### Hommes politiques
- Susumu Shibata ambassadeur japonais en Angola.
- Susumu Yanase (1950-).

### Musiciens
- Susumu Hirasawa (平沢進, 1954-) est un compositeur japonais.
- Susumu Makai est le nom du musicien et producteur japonais Zongamin.
- Susumu Yokota est un compositeur japonais.
- Susumu Yoshida (1947-) est un compositeur japonais naturalisé français.

### Scientifiques
- Susumu Hagiwara (1922-1989) est un physicien américain d'origine japonaise.
- Susumu Ito (1919-2015) est un biologiste japonais.
- Susumu Ohno (大野 乾, 1928-2000) généticien et biologie américain d'origine japonaise.
- Susumu Okubo (大久保 進, 1930) est un physicien japonais.
- Susumu Ōno (1919-2008) est un linguiste japonais.
- Susumu Shikano (1971-) est un professeur de science politique japonais.
- Susumu Tonegawa (1939-).
- Susumu Tachi (舘 暲, 1946-).
- Susumu Yamaguchi (山口 益, 1895-1976) est un savant et bouddhologue japonais, ancien président de l'Université Otani.

### Sportifs
- Susumu Kangawa (寒川 進) est un athlète paralympique japonais.
- Susumu Mochizuki (1978-) est un lutteur japonais.
- Susumu Oki (大木 勉, 1976-) est un joueur de football japonais.
- Susumu Takano (高野 進, 1961-) est un athlète japonais.
- Susumu Tōki (闘牙 進, 1974-) est un lutteur sumo japonais.
- Susumu Uemura (植村 晋, 1964-) est un ancien joueur de football.
- Susumu Wakita (1947-) est un golfeur japonais.
- Susumu Watanabe (1973-) est un ancien joueur de football japonais.

## Dans la fiction
- Susumu (烝) est un personnage du manga et de l'anime Peacemaker Kurogane.